# پویش z

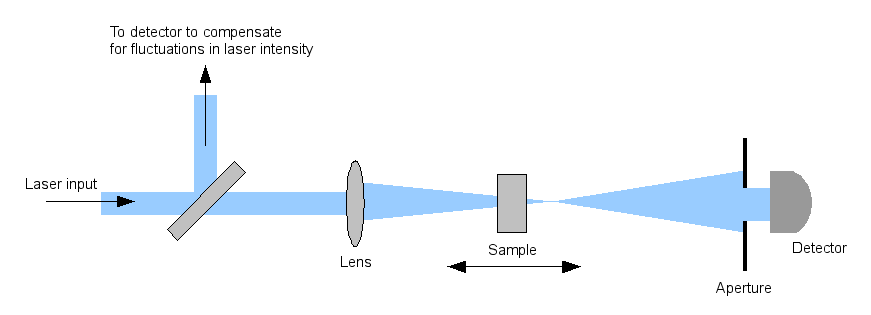
Schematic of a z-scan setup

در اپتیک غیر خطی تکنیک پویش (روبش، جاروب) Z  برای تعیین خواص اپتیکی غیر خطی از قبیل ضریب شکست غیرخطی  و ضریب جذب غیرخطی بکار گرفته می‌شود. تکنیک پویش Z به دو طریق با نام پویش Z دریچه بسته و پویش Z دریچه باز انجام می‌گیرد. در روش دریچه بسته یک دریچه با قطر بسیار کوچکتر از قطر باریکه لیزر بعد از نمونه مورد بررسی طوری قرار می گیرد که مرکز دریچه منطبق بر محور باریکه لیزر باشد. در روش دریچه اساسا هیچ دریچه‌ای پس از نمونه قرار نمی‌گیرد، در عوض یک عدسی همگرا قرار می گیرد تا تمام توان عبوری از نمونه را جمع کرده و به سمت آشکارساز هدایت نماید. برای محاسبه بخش حقیقی ضریب شکست غیرخطی، چیدمان پویش Z در حالت بسته خود استفاده می‌شود. در این حالت، به دلیل این که ماده غیر خطی، مثل یک لنز ضعیف در جهت z عمل می‌کند، روزنه میدان دور، آشکار سازی اعوجاجات کوچک پرتو در پرتو اصلی را ممکن می‌سازد. از آنجایی که توان کانونی کردن این عدسی ضعیف غیر خطی بستگی دارد به ضریب شکست غیر خطی، این امکان وجود دارد که مقدار آن را به دست بیاوریم با بررسی داده‌های وابسته به جهت z که دیتکتور به ما می‌دهد و همچنین با تفسیر هوشیارانه آن با یک نظریه مناسب. برای اندازه‌گیری قسمت موهومی ضریب شکست غیر خطی، یا ضریب جذب غیر خطی، چیدمان پویش z در حالت باز خود مورد استفاده قرار میگیرد. در اندازه‌گیری‌های با روزنه باز، روزنه میدان دور را بر میداریم و همه سیگنال به کمک آشکار ساز اندازه‌گیری می‌شود. با اندازه‌گیری کل سیگنال، اعوجاجات کوچک پرتو قابل صرف نظر می‌شوند. و تحولات در جهت z سیگنال به‌طور کامل ناشی از جذب غیر خطی خواهد بود. بر عکس سادگی آن، در بسیاری از موارد، نظریه اولیه پویش z کاملاً دقیق نیست؛ برای مثال زمانی که واکنش محیط غیر خطی به تابش لیزر به صورت غیر محلی است. هر زمانی که واکنش غیرخطی القا شده لیزر در یک نقطه خاص از محیط تنها به کمک شدت لیزر در آن نقطه تعیین نمی‌شود بلکه نیاز به دانستن شدت لیزر در محیط اطراف هم هست، به آن واکنش غیر محلی غیر خطی اپتیکی گفته می‌شود. به‌طور کلی، چندین مکانیسم ممکن است به غیر خطی شدن بینجامند که برخی از آن‌ها ممکن است غیر محلی باشند. برای مثال، زمانی که محیط غیرخطی با یک ترکیب دی الکتریک مخلوط بشود، جهت‌گیری دوقطبی‌ها (دائمی یا القایی) به عنوان کنش میدان اپتیکی در فضا غیر محلی می‌شود و میدان الکتریکی حس شده توسط محیط غیر خطی را تغییر میدهد. نظریه پویشz غیر محلی، می‌تواند برای بررسی سیستماتیک نقش مکانیسم‌های مختلف در ایجاد واکنش‌های غیر خطی غیر محلی مواد مختلف استفاده شود.

## تکنیک پویش z با روزنه بسته
در این چیدمان، یک روزنه قرار داده می‌شود تا از ورود بخشی از نور به آشکارساز جلوگیری کند. این دستگاه همانطور که در تصویر میبینید چیده می‌شود. یک عدسی لیزر را در یک نقطه خاص کانونی می‌کند و بعد از این نقطه پرتو به صورت طبیعی غیر کانونی می‌شود. بعد از یک فاصه‌ای، روزنه و یک آشکار ساز پشت آن، قرار داده می‌شوند. روزنه باعث می‌شود فقط بخش مرکزی مخروط نوری وارد آشکارساز بشود. به صورت معمول، مقدار نرمال شده عبور بین 0.1 <S <0.5 است.
حالا آشکارساز به هر کانونی یا غیرکانونی کردنی که نمونه باعث آن باشد، حساس است. نمونه معمولاً در محل فاصله کانونی عدسی قرار داده می‌شود و در جهت محور z به اندازه z0 ± جا به جا می‌شود که به آن بازه ریلی گفته می‌شود:
تقریب نمونه نازک بیان می‌کند که ضخامت نمونه اگر L باشد، آنگاه L باید کوچتر از z0 باشد. 

## تکنیک پویش z با روزنه باز
این روش مانند روش بالا است، اگرچه روزنه حذف شده‌است و یا بزرگتر شده‌است تا همه نور به آشکارساز برسد. که این روش باعث می‌شود که مقدار نرمال شده عبور به 1 برسد. این استفاده می‌شود تا ضریب جذب غیرخطی اندازه‌گیری بشود. اصلی‌ترین دلیل جذب غیرخطی، جذب دو فوتونی است.